# Drie verschrikkelijke dagen
Drie verschrikkelijke dagen  is een jeugdboek van de Nederlandse schrijver Guus Kuijer, uitgekomen in 1976. Centrale thema's in het verhaal zijn de puberteit, verliefdheid en het teleurgesteld raken in de wereld van de volwassenen.
Kuijer, die tot dan toe veel voor tieners en volwassenen had geschreven, legde zich na Drie verschrikkelijke dagen voornamelijk nog toe op het schrijven van echte kinderboeken.

## Verhaal
Jos Helling, een schoolgaande jongen van 15, ontmoet op een dag aan de kade de twee jaar oudere Marion Rozeboom, van wie hij op dat moment de achternaam nog niet te weten komt. De twee worden verliefd. Marion werkt in een naaiatelier, maar tegenover Jos beweert ze dat ze modeontwerpster is. Jos van zijn kant beweert tegenover Marion dat hij al 18 is en autotester van beroep. Jos en Marion nemen zich voor om elkaar te blijven zien.
Om te voorkomen dat Marion achter de waarheid komt, steelt Jos de Mercedes van zijn vader. Hoewel Jos nog geen rijbewijs heeft, kan hij toch een auto besturen. Jos rijdt terug naar de kade, waar hij opnieuw een ontmoeting heeft met Marion terwijl die pauze heeft van haar werk. Marions baas, Van Stekelenburg, ziet vanuit het atelier wat er gebeurt en bedenkt een plan; hij maakt Marion wijs dat Jos de Mercedes heeft gestolen en doet alsof hij het kentekennummer heeft vastgelegd. Van Stekelenburg dreigt de politie in te schakelen als Marion niet 's avonds bij hem langskomt. Terwijl Marion bij Van Stekelenburg over de vloer is, randt hij haar aan. Marion weet te ontsnappen en ontdekt daarbij dat Van Stekelenburg enkel blufte; het briefje waar het nummerbord op zou staan, is in werkelijkheid blanco.
Marion heeft opnieuw een ontmoeting met Jos, waarna de twee besluiten om naar de tweede woning van Jos' ouders te rijden. Aldaar aangekomen ziet Jos een onbekende auto staan. Het blijkt dat Jos' vader er is samen met Riek, een andere vrouw dan Jos' moeder. Jos en zijn vader zijn in eerste instantie woedend op elkaar, maar praten gedurende de nacht alles uit. Het blijkt dat Jos' ouders al langer uit elkaar wilden gaan en alleen voor hem nog samen waren.
De volgende ochtend rijden ze met z'n vieren terug naar het huis van Jos en zijn ouders, maar dan komt de Mercedes in botsing met een tractor. Marion raakt hierbij zwaargewond. Ze belandt in coma, maar weet Jos nog wel haar achternaam te vertellen zodat er contact kan worden opgenomen met Marions ouders. Ook Van Stekelenburg en Jos' moeder komen later naar het ziekenhuis.